# Монте-Дженеросо
Монте-Дженеросо (итал. Monte Generoso) — гора высотой 1701 м, расположенная в Альпах между озёрами Лугано (озеро) и Комо. Западный и южный склоны горы лежат в швейцарском кантоне Тичино, северо-восточный склон находится в итальянском регионе Ломбардия, а вершина горы расположена на границе.
В 1890 году на Монте-Дженеросо была проложена горная железная дорога (Ferrovia Monte Generoso). До вершины можно доехать по западному склону из швейцарской коммуны Каполаго.
На вершине горы расположена обсерватория.